# Pokłon Trzech Króli na śniegu
Pokłon Trzech Króli (niderl. De aanbidding door de wijzen in de sneeuw) – jeden z trzech obrazów o tej tematyce, namalowany przez Pietera Bruegla Starszego.

## Geneza tematu
Temat poruszony przez Bruegla pochodzi z Nowego Testamentu i opisany został w Ewangelii św. Mateusza (Mt 2,1-12). Pomimo że ewangelia mówi o mędrcach i nie określa jednoznacznie ich liczby, to od XII wieku w sztuce pojawiają się królowie z atrybutami władzy. Najczęściej jest ich trzech, młodzieniec, człowiek dojrzały i starzec, reprezentują trzy kontynenty, Europę, Azję i Afrykę.

## Opis
Bruegel namalował trzy obrazy, gdzie opisał motyw pokłonu Trzech Króli. Pierwszy został namalowany w 1562 roku, drugi w 1564, a kolejny w 1567 roku.
Ostatni obraz o tej tematyce jest chyba najbardziej śmiałą interpretacją sceny nowotestamentowej u Bruegla. Wydarzenie rozgrywa się w niderlandzkiej wiosce podczas pory zimowej. Scena została umieszczona w dolnym lewym rogu, tak jakby nieco na uboczu, prawie niezauważalna wśród tłumu ludzi. Mimo iż obraz ma wymowę religijną głównym tematem wydaje się jest życie codzienne na wsi w okresie zimowym. Jest to jeden z pierwszych, a być może pierwszy, obraz w historii sztuki ukazujący padający śnieg.